# Lorry-Mardigny
Lorry-Mardigny – miejscowość i gmina we Francji, w regionie Grand Est, w departamencie Mozela.
Według danych na rok 1990 gminę zamieszkiwało 449 osób, a gęstość zaludnienia wynosiła 40 osób/km² (wśród 2335 gmin Lotaryngii Lorry-Mardigny plasuje się na 627. miejscu pod względem liczby ludności, natomiast pod względem powierzchni na miejscu 518.).